# 미이라의 습격
《미이라의 습격》(영어: Mutant)은 1984년에 공개된 미국의 공포 영화이다. 극장 개봉시 제목은 "Night Shadows"였으나 비디오로 출시되면서 "Mutant"로 제목이 변경되었다. 한국에는 "미이라의 습격"으로 비디오 출시되었으며, "나이트 샤도우스"로도 알려져있다.

## 줄거리
형제 조시와 마이크는 남부로 휴가를 떠났다가 도시에서 왔다는 이유만으로 지역민들이 도로 위에서 텃세를 부리며 차를 밀어내는 바람에 차가 하천에 처박히고 만다. 둘은 할 수 없이 상당수 주민들이 앓거나 실종되고 있다는 인근 작은 마을에서 하룻밤을 지내게 된다.   
그날 밤 마이크 역시 어디론가 사라지고, 마이크를 찾아나선 조시는 돌연변이가 된 마을 주민들을 발견한다. 이 돌연변이들은 사람들을 무차별로 공격해 살해하고, 접촉하면 독성 반응을 일으킨다. 어쩌면 이는 몇 주 전 새로 세워진 화학 공장이 몰래 무단 투기하고 있는 유독성 폐기물 때문일지도 모른다.   

## 출연
- 윙스 하우저 - 조슈아 "조시" 캐머런 역
- 보 홉킨스 - 윌 스튜어트 보안관 역
- 리 몽고메리 - 마이크 캐머런 역